# Red Rock West – Amikor egy bérgyilkos is több a soknál
A Red Rock West – Amikor egy bérgyilkos is több a soknál (eredeti cím: Red Rock West) 1993-ban bemutatott amerikai neo-noir western-filmthriller, melyet saját és testvére, Rick Dahl forgatókönyvéből John Dahl rendezett. A főbb szerepekben Nicolas Cage, Lara Flynn Boyle, J. T. Walsh és Dennis Hopper látható.
Az Amerikai Egyesült Államokban 1994. április 8-án mutatták be a mozikban. Összességében pozitív kritikákat kapott, de bevételi szempontból nem bizonyult jövedelmezőnek.

## Cselekmény
Michael Williams csavargó, miután leszerelt az amerikai tengerészgyalogságtól, az autójában lakva járja az országot. Azt követően, hogy egy olajkitermelő cégnél nem sikerül állást szereznie, a wiomingi Red Rockba téved, ahol munkát keres. Egy Wayne nevű helyi bártulajdonos összetéveszti egy bérgyilkossal (akire "Lyle Dallasból" néven utal) és felfogadja saját felesége megölésére. Mivel Wayne egy köteg pénzt ad neki előlegként, Michael belemegy a dologba.
Michael ezután meglátogatja Suzanne-t, a feleséget, de a megölése helyett mindent elárul neki és figyelmezteti, életveszélyben van. A nő még több pénzt ajánl fel neki, ha megöli Wayne-t. Michael el akarja hagyni a várost, de elgázol valakit és a kórházban találkozik a helyi seriffel: ő nem más, mint Wayne. Michaelnek sikerül elmenekülnie előle, de a véletlen folytán nemsokára összefut a valódi bérgyilkossal. Lyle és Wayne együttes erővel hamar rájön az igazságra, Michael menekülni kényszerül, de előtte ismét felkeresi Suzanne-t és ártalmatlanná teszi az életükre törő Lyle-t. Ezután kettesben menekülnek a nővel, akivel hamarosan szeretők lesznek.
Pénz hiányában kénytelenek visszatérni Red Rockba és kifosztani Wayne széfjét. Mint kiderül, Wayne, vagyis Kevin McCord és felesége, Ann McCord ellen korábban egy nagyösszegű sikkasztás miatt körözést adtak ki. A hazaérkező férfi elől elbújnak, ezután a seriffhelyettesek megérkeznek és bizonyítékokkal felszerelve, a felesége elleni gyilkossági kísérlet vádjával letartóztatják felettesüket. Lyle is feltűnik a vérdíjért, majd elrabolja Michaelt és Suzanne-t, mert ki akarj szedni Wayne-ből, hol található az elsikkasztott pénz. A rendőrök figyelmét elterelve kiszabadítja Wayne-t a fogdából és négyesben távoznak Lyle autójával.
Egy elhagyatott temetőben mennek kiásni a seriff elrejtett pénzét. Wayne a kiásott széfből váratlanul előránt egy fegyvert, de Lyle kést hajít a torkába. Michael és Lyle dulakodni kezdenek, melynek végén egy katonai síremlék dísze felnyársalja Lyle-t. A súlyosan sérült Lyle hátulról rátámad Michaelre, de Suzanne agyonlövi a bérgyilkost. Michael és Suzanne egy tehervonatra felkapaszkodva menekül el a kiérkező rendőrök elől. Suzanne fegyvert szegez szeretőjére és magának akarja a pénzt, de Michael kiönti a pénzeszsák tartalmát vonatból és Suzanne-t is utána löki – a rendőrök letartóztatják a nőt. A sebesült Michael, aki félrerakott magának egy köteg pénzt, tovább utazik a vonaton.

## Szereplők
| Színész          | Szerep                            | Magyar hang   |
| ---------------- | --------------------------------- | ------------- |
| Nicolas Cage     | Michael Williams                  | Schnell Ádám  |
| Dennis Hopper    | Lyle Dallasból                    | Tolnai Miklós |
| Lara Flynn Boyle | Ann McCord / Suzanne Brown        | Tóth Auguszta |
| J. T. Walsh      | Kevin McCord / Wayne Brown seriff | Ujréti László |
| Dwight Yoakam    | kamionsofőr                       | Bor Zoltán    |
| Timothy Carhart  | Matt Greytack seriffhelyettes     | Tarján Péter  |
| Dan Shor         | Bowman seriffhelyettes            | Rosta Sándor  |
| Emmet Walsh      | benzinkutas                       |               |

## Fogadtatás
A Rotten Tomatoes 41 kritika alapján 98%-ra értékelte, az oldal szöveges összegzése szerint „a Red Rock West rejtett neo-noir gyöngyszem, néhány elragadó repedéssel a felszínén -- és lehetőség arra, hogy Lara Flynn Boyle-t, Nicolas Cage-t, Dennis Hoppert és J.T. Walsht láthassuk helyt állni a korai 90-es évekbeli dicsfényükben”.
A The Washington Post kritikusa szintén „felfedezésre váró kincs”-nek nevezte. Roger Ebert is dicsérte a művet, szerinte „…ördöngös film, amely sunyi módon egy western és egy thriller, egy film noir és egy sötét vígjáték közt létezik”. Kritikájában a maximális négyből három és fél csillagot adott rá.

## Fordítás
- Ez a szócikk részben vagy egészben  a   Red Rock West című angol Wikipédia-szócikk ezen változatának fordításán alapul.  Az eredeti cikk szerkesztőit annak laptörténete sorolja fel. Ez a jelzés csupán a megfogalmazás eredetét és a szerzői jogokat jelzi, nem szolgál a cikkben szereplő információk forrásmegjelöléseként.